# Raquel Liberman
Pour les articles homonymes, voir Liberman.
Raquel Liberman, née le 10 juillet 1900 à Berdichev (Empire russe) et morte le 7 avril 1935 à Buenos Aires (Argentine), est une immigrante polonaise en Argentine, victime de la traite des êtres humains. Sa dénonciation de ses trafiquants a conduit à l'éclatement du réseau de traite des êtres humains, Zwi Migdal, qui au début du XXe siècle,, exploitait principalement des femmes juives d'Europe centrale.

## Jeunesse
Raquel Liberman naît le 10 juillet 1900 à Berdichev dans le gouvernement de Kiev de l'Empire russe. Selon les archives des femmes juives, elle déménage à Varsovie en Pologne russe avec sa famille lorsqu'elle est enfant. En 1919, elle épouse Yaacov Ferber, un tailleur de Varsovie, selon les rites juifs. Ferber émigre en Argentine et elle le suit à Tapalqué, province de Buenos Aires, avec ses deux fils en 1922. Son mari meurt de la tuberculose peu après leur arrivée. Ayant besoin d'un soutien économique et ne connaissant pas l'espagnol, Raquel laisse ses enfants dans une famille d'accueil et cherche un emploi à Buenos Aires. Plus tard, Raquel Liberman garde secrète l'existence de ses enfants, et ceux-ci ne sont pas au courant de son histoire.

## Esclavage
Incapable de trouver du travail comme couturière, elle s'engage dans la prostitution, peut-être de façon forcée, par le biais d'un réseau juif de traite des êtres humains appelé Zwi Migdal. Une possibilité est que sa sœur et son beau-frère appartenaient à l'organisation. Ce réseau travaille en Europe centrale sous les aspects d'une société juive d'entraide qui attire des filles et des jeunes femmes en Argentine où elles sont exploitées sexuellement,. On ne sait pas exactement comment cela se produit, mais Raquel finit par travailler pour un caftan (proxénète) nommé Jaime Cissinger, qu'elle paie pour sa protection.
Pendant au moins quatre ans, Raquel Liberman est captive du réseau de traite des êtres humains. Elle réussit à économiser de l'argent pour acheter sa liberté, peut-être avec l'aide de quelqu'un d'autre. Elle ouvre un magasin sur la route de Callao mais Zwi Migdal commence à la harceler et à la menacer pour éviter que son exemple ne soit copié par d'autres captives. Un membre du Zwi Migdal, José Salomón Korn, l'abuse avec une fausse promesse de mariage et l'épouse lors d'une fausse cérémonie juive. Il vole ensuite ses économies et tente de la forcer à retourner dans un bordel,.
Raquel Liberman s'échappe une seconde fois, et le 31 décembre 1929, elle dénonce le Zwi Migdal à l'inspecteur de police Julio Alsogaray. Sa plainte judiciaire est la première à exposer publiquement ces réseaux criminels en Argentine et aboutit à la dissolution du réseau de traite des êtres humains,.

## Plainte et persécution de Zwi Migdal
Après que Raquel Liberman s'est échappée pour la deuxième fois, elle contacte Julio Alsogaray, un policier avec une réputation d'intégrité, et, avec lui, le 31 décembre 1929, dépose une plainte au tribunal. Le commissaire lui demande si elle est déterminée à faire sa déclaration au magistrat et elle affirme : « Je ne peux mourir qu'une fois, je ne retirerai pas la plainte ». Le magistrat du tribunal pénal Manuel Rodríguez Ocampo appelle Raquel pour témoigner. Son témoignage met en lumière les méthodes de l'organisation criminelle, où des femmes sont transportées de force d'un endroit à un autre et constamment maltraitées physiquement et psychologiquement dans le but de les asservir et les empêcher de dénoncer l'organisation. Le magistrat ordonne la détention de 108 membres de Zwi Migdal et l'arrestation de 334 fugitifs pour corruption et complot. Le long procès se termine en septembre 1930, avec 108 condamnations pénales. « L'existence même de l'Organisation Zwi Migdal menace directement notre société », écrit le juge Ocampo dans son verdict, prononçant de longues peines de prison.
Au cours de l'enquête, la complicité de l'organisation criminelle avec la police fédérale est découverte. La décision du magistrat fait l'objet d'un appel. Malgré le témoignage de Raquel Liberman, le magistrat de la chambre d'appel ne place finalement que trois membres de l'organisation en garde à vue, libérant les autres membres. Le magistrat de la chambre d'appel justifie cette action en disant que seule Raquel Liberman avait témoigné (malgré des menaces constantes) alors que d'autres victimes ne l'ont pas fait.
Cependant, le procès permet de sensibiliser le public à Zwi Migdal et conduit à la dissolution du réseau.

## Décès
En 1934, Raquel Liberman demande un visa pour retourner en Pologne. Le voyage n'a jamais eu lieu puisque plusieurs mois plus tard, le 7 avril 1935, elle meurt d'un cancer de la thyroïde à l'âge de 34 ans,,.

## Reconnaissance
Raquel Liberman a inspiré de nombreux auteurs. Le livre de Nora Glickman The Jewish White Slave Trade and the Untold Story of Raquel Liberman est un récit historique. L'écrivain et poète Ilan Sheinfeld a également écrit un récit de cette époque, The Tale of a Ring. Humberto Costantini mourut avant de pouvoir terminer un récit romancé, Rapsodía de Raquel Liberman, dont il espérait qu'il « le justifierait aux yeux de Dieu ». Carlos Luis Serrano a écrit une pièce sur elle, Raquel Liberman: una historia de Pichincha. Le roman « La troisième fille »  (HarperCollins, 2019) de Talia Carner est un regard pénétrant sur le trafic sexuel au début du XXe siècle, s'inspirant de "L'homme de Buenos Aires" de Sholem Aleichem. Myrtha Shalom a écrit le livre La Polaca. La cinéaste d'origine argentine Gabriela Bohm a produit un documentaire de 30 minutes sur elle, intitulé Raquel : une femme marquée.
En Argentine, en juin 2010, le prix Raquel Liberman est créé pour honorer ceux qui promeuvent et protègent les droits des survivantes de la violence à l'égard des femmes.